# Krzysztof Karewicz
Krzysztof Karewicz (ur. 24 września 1953 w Łodzi) – polski malarz, kolorysta, symbolista, rzeźbiarz, rysownik. Oprócz projektowania graficznego, malarstwa i rysunku węglem w technice autorskiej Kontrarys zajmuje się wykonywaniem kamienno-metalowych form przestrzennych – wykorzystuje do tego technikę spawania metodą TIG.

## Życiorys
Jest synem Teresy Karewicz i Emila Karewicza, którego drugą pasją, obok aktorstwa, było malarstwo, i który miał wpływ na zainteresowania syna, Krzysztofa.
Krzysztof Karewicz ukończył Państwowe Liceum Sztuk Plastycznych w Warszawie oraz Liceum Plastyczne w Łodzi z dyplomem – Technik Plastyk Dekorator. Następnie studiował na Akademii Sztuk Pięknych w Warszawie, a po studiach został wykładowcą w Pomaturalnym Studium Reklamy w Warszawie.
W swoim atelier na Saskiej Kępie przygotowywał abiturientów do egzaminów na uczelnie artystyczne.

## Twórczość
Maluje różnymi technikami. Symbolista i kolorysta w malarstwie i rysunku. Atrybutem jego malarstwa jest charakterystyczny dla jego stylu brak twarzy, mimiki, a jeśli twarze są, to z ukrytymi ustami albo oczami. Mówią o nim: „Malarz obrazów bez twarzy”. Twierdzi, że najprostszą formą pokazania emocji byłoby namalowanie twarzy, ale od twarzy są fotograficy. Dla niego większym wyzwaniem jest pokazanie sytuacji, oddanie gęstość atmosfery, dramaturgii gestami, ruchem ciała, unikając pokazania twarzy. Oprócz malarstwa rysuje węglem, ołówkiem i wykonuje formy kamienno-metalowe.
W latach 70. poszukując nowych narzędzi i nurtu artystycznego wypowiadania się,  Krzysztof Karewicz wymyślił technikę rysowania węglem Kontrarys. 

## Wybrane dzieła malarskie
- 1980–1990, cykl „Lata 80-te”[8]:

1. Dziadowski Karnawał
2. Kartoteka
3. Wiec
4. Drugi Sort
5. Granica
6. Inspiracja
7. Paradoks – przekazany na Aukcję Charytatywną dla Domu Wererana Aktora w Skolimowie[8][9]

- 2010, cykl „Angloty”[8]:

1. Styks
2. Martwa Fala
3. Bel Canto
4. Ambiwalencja
5. Inny Świat
6. Żółty Kapelusz<
7. Ekwinokcjum
8. Antrakt

- 2014–2016, cykl „Gołym Okiem”[8]:

1. Dym
2. Bogini
3. Etiuda
4. Sok Pomarańczowy
5. Gość
6. Motyl
7. Copacabana

- 2017–2018, cykl „Emocje Kobiety”[8]:

1. Gra Pozorów
2. Wiadomość
3. Nostalgia
4. Rozterka

- 2018, cykl „Retrospekcje”[8]:

1. Wiejskie Coloseum
2. Pan z Wami
3. Karma
4. Ułuda

## Wybrane dzieła kamienno-metalowe
- Big Bird
- Żaba
- Ryba
- Żabowron
- Świecznik Mały
- Świecznik Pion
- Świecznik na kamieniu
- Świecznik Kometa

Źródło.

## Wystawy, wernisaże, aukcje
- 2016: „Gołym Okiem”, Hotel Marriott, Warszawa[10]
- 2017: Aukcja Charytatywna na rzecz Domu Artystów Weteranów Scen Polskich, przekazanie obrazu „Paradoks”[9]
- 2017: „Kalejdoskop”, ZPAP, Łódź[11][10]
- 2018: „Trybuszon”, Łódź[12][10]
- 2018: „Cisza” (wystawa zbiorowa), Złotów – Osiek nad Notecią – Grodzisk Wielkopolski[13]
- 2018: „Horyzont Zdarzeń”, Kraków na Kazimierzu[14]
- 2018: „Allegoricus”, ZAP Grodzisk Wielkopolski[15]
- 2018: "Dwa Pokolenia Dwie Kreacje Wspólna Pasja" - Jubileusz - Kraków[16]
- 2019: VII Aukcja Charytatywna na rzecz Domu Artystów Weteranów Scen Polskich
- 2020: "Legendy Krakowskie"[17][18], Kraków Piwnica Pod Baranami